# George Clarke (tiền vệ chạy cánh)
George Clarke là một cầu thủ bóng đá người Anh thi đấu ở vị trí outside right cho Burnley.